# Gemini Man
Gemini Man (titulada: Géminis en España y Proyecto Géminis en Hispanoamérica) es una película estadounidense de ciencia ficción dirigida por Ang Lee. Es protagonizada por Will Smith, Mary Elizabeth Winstead, Clive Owen y Benedict Wong. Su estreno fue el 11 de octubre de 2019 por Universal Pictures y 20th Century Studios.
Originalmente concebida en 1997, la película pasó por un infierno de desarrollo durante casi veinte años. Varios directores, entre ellos Tony Scott, Curtis Hanson y Joe Carnahan, estuvieron todos unidos en algún momento y numerosos actores, incluidos Harrison Ford, Mel Gibson y Sean Connery, fueron protagonistas. En 2016, compró los derechos del guion (que había sido objeto de varias reescrituras) de Disney y en octubre de 2017, Ang Lee firmó para dirigir Skydance con Universal y 20th Century Studios manejando los derechos de distribución. La filmación tuvo lugar de febrero a mayo de 2018.
Gemini Man se estrenó en el Festival de Cine de Zúrich el 1 de octubre de 2019 y Universal Pictures lo estrenó en los Estados Unidos el 11 de octubre de 2019, en 2D estándar, Dolby Cinema e IMAX, así como en HFR (alta velocidad de fotogramas) " 3D + "en pantallas seleccionadas (incluyendo 16 Dolby Cinema y 47 IMAX con pantallas láser en todo el mundo). La película recibió críticas generalmente negativas de los críticos por su guion y trama, aunque las actuaciones fueron elogiadas. El envejecimiento de Smith y la alta velocidad de fotogramas de 120 FPS también obtuvieron una respuesta mixta, y algunos críticos los elogiaron como logros técnicos, mientras que otros sintieron que no eran convincentes. Ha recaudado $173 millones contra un presupuesto estimado de $138 millones con pérdidas proyectadas de hasta $75 millones.

## Argumento
Henry Brogan, un antiguo francotirador Scout marino que ahora trabaja como asesino de la Agencia de Inteligencia de la Defensa (DIA), es enviado en una misión para asesinar a un terrorista anónimo a bordo de un tren bala. Durante la misión, el observador de Henry le advierte de una niña que se acerca al objetivo, lo que hace que Henry retrase su disparo hasta el último segundo, disparando al hombre en el cuello a pesar de apuntar a su cabeza. Desilusionado con el asesinato, Henry se retira del servicio gubernamental.
Mientras se adapta a la jubilación, Henry se encuentra con el gerente de alquiler de botes Danny y se vuelve a conectar con un viejo amigo, Jack, quien revela que un informante llamado Yuri le dijo que el hombre que Henry mató era inocente; exigiendo pruebas, Henry le pide a Jack que organice una reunión con Yuri. En represalia porque Henry conociera su engaño, el director de la agencia, Lassiter, planea matarlo; Clay Varris, jefe de una unidad de operaciones encubiertas de alto secreto con nombre en código "GÉMINIS", solicita permiso para eliminarlo, pero se le niega.
Al darse cuenta de que Danny es una compañera agente enviada para vigilarlo, Henry se hace amigo de ella. Después de que su casa es allanada por agentes del gobierno, Henry llama a su observador, quien es asesinado junto con Jack y su amante. Henry advierte a Danny sobre el ataque y logran matar a los asesinos enviados tras ellos, al enterarse de que la agencia los quiere a los dos muertos.
Escapando a Colombia con un excolega Barón, Henry y Danny se esconden en la casa de Barón y planean reunirse con Yuri para obtener más opciones. Mientras tanto, Clay despacha a su principal asesino para matar a Henry. Al luchar contra él, Henry se da cuenta de que el asesino tiene un parecido extraño consigo mismo cuando era joven, con un conjunto de habilidades similares. Cuando el asesino herido llega a una casa de seguridad, se revela que es el "hijo" adoptado de Clay, Júnior. Aunque siente curiosidad por sus similitudes con Henry, se le ordena a Júnior que termine el trabajo.
Henry también está preocupado por sus similitudes con el asesino, a quien Danny sugiere que podría ser su hijo a pesar de las negaciones de Henry. Al analizar muestras de ADN recuperadas de Júnior, Danny descubre que su ADN y el de Henry son idénticos: Júnior es el clon más joven de Henry. Desesperado por respuestas, Henry se encuentra con Yuri en Hungría, y se entera del proyecto de clonación y de que el hombre que mató fue uno de los científicos del proyecto. Habiendo diseñado un método para producir clones desprovistos de dolor o emoción, el científico intentó abandonar el proyecto y fue asesinado al ser descubierto.
Para tratar de hacer que Júnior se aleje de las intenciones de Clay, Henry llama a Lassiter, quien acepta enviar a Júnior para que traiga a Danny a salvo a los Estados Unidos. Al recoger a Danny, Júnior coloca una trampa para Henry, pero ella le advierte a través de un dispositivo de escucha encubierto escondido en su diente. Emboscando al asesino más joven, Henry le explica a Júnior que es un clon, convenciéndolo al revelar sus rasgos similares que nadie más podría saber. Huyendo de regreso a GÉMINIS, un Júnior desconsolado se enfrenta a Clay, quien afirma que debe derrotar a Henry para superarlo.
Al encontrar a Henry después de escaparse de GÉMINIS, Júnior se alía con él para derribar a Clay, mientras Henry insta a Júnior a dejar de fumar para convertirse en alguien mejor. Barón es asesinado en una emboscada ordenada por Clay, y Júnior deja inconsciente a Clay después de una breve pelea mano a mano.
Después de derrotar a una ola de agentes de GÉMINIS, Henry, Danny y Júnior se enfrentan a otro operativo con una armadura especial que no siente dolor ni emociones. Después de dispararle repetidamente y junto con varias explosiones secundarias, logran matarlo, le quitan el casco y se descubre que es un clon más joven, con todas las emociones y la capacidad de sentir el dolor eliminado. Clay derrotado intenta justificar sus acciones hacia Júnior, quien casi le dispara. Henry convence a Júnior de lo contrario y mata al propio Clay, que ya ha vivido con la pesada carga.
Asegurado de que no se produjeron más clones y que finalmente están libres de peligro, Henry se reúne más tarde con Júnior, quien se inscribió en la universidad bajo la identidad asumida de "Jackson Brogan" después del apellido de la madre de Henry. Juntos, Henry y Danny planean el futuro de Jackson.

## Reparto
- Will Smith como Henry Brogan: Un ex francotirador de Marine Scout que ahora trabaja como asesino de la DIA. Henry es generalmente considerado como el mejor asesino de su generación. 
  - Smith también interpreta a Jackson Brogan (con nombre en código "Júnior"), un asesino clonado de Henry enviado tras él, y "Sénior", otro asesino clonado enviado después de él. Para este papel, Smith fue "rejuvenecido digitalmente" mediante el uso de captura de movimiento e imágenes generadas por computadora.[8]
- Mary Elizabeth Winstead como Danny: Una veterana de la Marina y agente de la DIA que ayuda a Henry después de que él la salva de ser asesinada.
- Clive Owen como Clay Varris: El despiadado director de GÉMINIS que crea a Júnior para "retirar" a Henry y tomar su lugar.
- Benedict Wong como Barón: Un excolega de la Marina de Henry que trabaja como operador turístico.
- Ralph Brown: El manejador de Henry en el DIA.
- Linda Emond como Lassiter: La directora de la DIA.
- Douglas Hodge como Jack Willis: Un excolega de la Marina de Henry.
- Ilia Volok como Yuri Kovacs: Un operativo ruso que ha estado monitoreando en secreto la historia de GÉMINIS.
- E. J. Bonilla como Marino: Un agente de la DIA asesinado por su asociación con Henry.
- Björn Freiberg como Keller

## Producción

### Desarrollo y preproducción
Gemini Man, basado en un concepto de Darren Lemke, fue originalmente vendido para ser producido y lanzado por Walt Disney Pictures con Don Murphy para producir y Tony Scott para dirigir en 1997. Scott, Curtis Hanson y Joe Carnahan habían sido asignados previamente para dirigir la película. En ese momento, el departamento de animación/efectos visuales ahora desaparecido de Disney, The Secret Lab, desarrolló un corto de prueba, conocido como Human Face Project, para crear efectos visuales para la película, lo que implicaría crear un clon CG más joven del actor principal. Actores como Harrison Ford, Robert De Niro, Al Pacino, Michael Douglas, Chris O'Donnell, Mel Gibson, Tommy Lee Jones, Kevin Costner, Pierce Brosnan, Bruce Willis, John Travolta, Jon Voight, Denzel Washington, Johnny Depp, Nicolas Cage, Brad Pitt, Keanu Reeves, Tom Cruise, Clint Eastwood, Gerard Butler, Nick Nolte, Matt Damon, Ben Affleck, Jason Statham, Dwayne Johnson, Michael B. Jordan, Idris Elba, Arnold Schwarzenegger, Sylvester Stallone y Sean Connery estaban interesados en el papel principal. Sin embargo, la película nunca progresó en Disney, ya que la tecnología no se desarrolló lo suficiente en ese momento para que la película se produjera.
El guion de Lemke ha sido reescrito por Billy Ray, Andrew Niccol, David Benioff, Brian Helgeland, Jonathan Hensleigh, y el equipo de redacción de Stephen J. Rivele y Christopher Wilkinson.
En 2016, adquirió la película de Disney, con Jerry Bruckheimer produciendo, junto con David Ellison, Dana Goldberg y Don Granger de Skydance. Murphy, Mike Stenson, Chad Oman y Brian Bell y Guo Guangchang de Fosun servirían como productores ejecutivos. Ang Lee fue contratado para dirigir la película para Universal Pictures y en abril de 2017 y Fosun Pictures se unió a las finanzas poco después.
Will Smith fue elegido para el papel principal, y se fijó una fecha de lanzamiento para el 11 de octubre de 2019. En enero de 2018, Clive Owen y Mary Elizabeth Winstead fueron elegidos para la película, con Winstead ganando el papel sobre Tatiana Maslany. En febrero de 2018, Benedict Wong se unió al elenco cuando comenzó la filmación.

### Rodaje
El rodaje comenzó el 27 de febrero de 2018 en Glennville, Georgia, e incluyó ubicaciones en la ciudad de Cartagena, Colombia. La filmación continuó en mayo de 2018 en el baño termal Széchenyi en Budapest, Hungría. Al igual que la película anterior de Lee, Billy Lynn's Long Halftime Walk, la película fue filmada digitalmente a una velocidad de cuadro extra alta de 120 fps, modificada para 3D, esta vez, en cámaras ARRI Alexa modificadas montadas en plataformas 3D STEREOTEC.

### Efectos visuales
Los efectos visuales son proporcionados por Weta Digital y supervisados por Bill Westenhofer.

## Estreno
Gemini Man fue lanzado en los Estados Unidos el 11 de octubre de 2019 por Universal Pictures y 20th Century Studios. Originalmente estaba programado para ser lanzado el 4 de octubre, pero Paramount retrasó el lanzamiento de la película una semana después. Se estrenó en el Festival de Cine de Zúrich el 1 de octubre de 2019.

## Recepción

### Taquilla
Al 10 de diciembre de 2019, Gemini Man ha recaudado $48.5 millones en los Estados Unidos y Canadá, y $124.6 millones en otros territorios, para un total mundial de $173.2 millones. Se estima que la película necesitará recaudar alrededor de $275 millones en todo el mundo para alcanzar el punto de equilibrio.
En los Estados Unidos y Canadá, la película se estrenó junto a The Addams Family y Jexi, y originalmente se proyectó que recaudaría entre 24 y 29 millones de dólares de 3642 salas en su primer fin de semana. La película ganó $7,5 millones en su primer día, incluidos $1.6 millones de las previsualizaciones del jueves por la noche, reduciendo las estimaciones del fin de semana a $20 millones. Luego debutó con $20.5 millones, terminando tercero en la taquilla. La baja apertura se atribuyó a la pobre respuesta crítica, la premisa familiar y el exceso de rendimiento de Joker. En su segundo fin de semana, la película cayó 58.6% a $8.9 millones, terminando quinto.
La película se estrenó en cinco países la semana anterior a su estreno en los EE. UU. Y ganó $7 millones, terminando primero en cada mercado: Francia ($3 millones), Alemania ($3 millones) Suiza ($434,000), Austria ($262,000) e Israel ($259,000, Lee's mejor abridor en el país). En China, la película se estrenó en $21 millones, menos de lo esperado, y se molestó por su nuevo lanzamiento Maleficent: Mistress of Evil. Después de su total de dos semanas consecutivas de solo $118 millones, incluyendo $82 millones "decepcionantes" en el extranjero, The Hollywood Reporter estimó que la película perdería $75 millones para Universal y 20th Century Studios.

### Crítica
En Rotten Tomatoes, la película tiene una calificación de aprobación del 26% y una calificación promedio de 4.68/10, basada en 291 reseñas. El consenso crítico del sitio dice: "Las impresionantes imágenes de Gemini Man están respaldadas por algunas actuaciones fuertes, pero este thriller de ciencia ficción se ve fatalmente socavado por una historia frustrantemente insatisfactoria". En Metacritic, la película tiene una puntuación promedio ponderada de 38 fuera de 100, basado en 49 críticas, que indican "revisiones generalmente desfavorables". Las audiencias encuestadas por CinemaScore le dieron a la película una calificación promedio de "B +" en una escala de A + a F, mientras que aquellos en PostTrak le dieron 3.5 de 5 estrellas.
Peter DeBruge de Variety calificó la película como "un fallo de encendido de alto concepto" y escribió: "En la práctica, ha sido un proyecto casi imposible de realizar, pasando por las manos de innumerables actores y cayendo en varias ocasiones porque la tecnología aún no estaba allí. Al menos, esa ha sido la excusa, aunque a juzgar por el producto terminado, fue el guión que nunca estuvo a la altura de la promesa de su premisa". Ella Kemp de IndieWire le dio a la película una "C +", escribiendo que "Para Lee, parece tener sentido: la película resuelve preocupaciones que han coloreado varios de sus proyectos: el debate de Nature v Nurture; la alienación de un hombre deshilachado; el desafío de lo que puede hacer el cine digital. En el papel, Gemini Man tiende a las tres preocupaciones, pero en la práctica la película es impenetrable más allá de su influencia tecnológica".
Al darle a la película una estrella, Kevin Maher de The Times no se impresionó con el guion y el disparo de 120 fps, escribiendo "Mantiene cada detalle en el cuadro (fondo y primer plano) en un enfoque vívido y llamativo en todo momento. Además de ser estéticamente repelente (es como la tele infantil de los años ochenta o el peor video de bodas hasta el momento "y calificaron el envejecimiento como" alarmantemente poco convincente".